# Kolarstwo na Letnich Igrzyskach Olimpijskich 1932 – tandemy mężczyzn
Rywalizacja tandemów była jedną z konkurencji rozgrywanych podczas X Letnich Igrzysk Olimpijskich. Została rozegrana na drewnianym torze zbudowanym na stadionie Rose Bowl w Pasadenie.
Rywalizowano na dystansie 2000 metrów. Wystartowało 5 dwuosobowych zespołów.

## Wyniki

### Pierwsza runda
Do dalszych wyścigów awansowali zwycięzcy poszczególnych wyścigów.
Wyścig 1
| Pozycja | Zawodnik                         | Reprezentacja   | Czas | Uwagi |
| ------- | -------------------------------- | --------------- | ---- | ----- |
| 1.      | Maurice Perrin Louis Chaillot    | Francja         | 13,2 | Q     |
| 2.      | Ernest Chambers Stanley Chambers | Wielka Brytania |      |       |

Wyścig 2
| Pozycja | Zawodnik                         | Reprezentacja | Czas | Uwagi |
| ------- | -------------------------------- | ------------- | ---- | ----- |
| 1.      | Bernard Leene Jacobus van Egmond | Holandia      |      | Q     |
| 2.      | Harald Christensen Willy Gervin  | Dania         | 13,8 | DSQ   |

### Repasaże
| Pozycja | Zawodnik                         | Reprezentacja     | Czas | Uwagi |
| ------- | -------------------------------- | ----------------- | ---- | ----- |
| 1.      | Harald Christensen Willy Gervin  | Dania             | 12,0 | Q     |
| 2.      | Ernest Chambers Stanley Chambers | Wielka Brytania   |      | Q     |
| 3.      | Frank Testa Royden Ingham        | Stany Zjednoczone |      |       |

### Półfinały
Wyścig 1
| Pozycja | Zawodnik                        | Reprezentacja | Czas | Uwagi |
| ------- | ------------------------------- | ------------- | ---- | ----- |
| 1.      | Maurice Perrin Louis Chaillot   | Francja       | 12,1 | Q     |
| 2.      | Harald Christensen Willy Gervin | Dania         |      |       |

Wyścig 2
| Pozycja | Zawodnik                         | Reprezentacja   | Czas | Uwagi        |
| ------- | -------------------------------- | --------------- | ---- | ------------ |
| 1.      | Ernest Chambers Stanley Chambers | Wielka Brytania | 14,9 | Q (walkower) |
| 2.      | Bernard Leene Jacobus van Egmond | Holandia        | DSQ  |              |

### Finał
| Pozycja | Zawodnik                         | Reprezentacja   | Czas     | Czas     | Uwagi |
| Pozycja | Zawodnik                         | Reprezentacja   | Wyścig 1 | Wyścig 2 | Uwagi |
| ------- | -------------------------------- | --------------- | -------- | -------- | ----- |
| złoto   | Maurice Perrin Louis Chaillot    | Francja         | 12,3     | 12,0     |       |
| srebro  | Ernest Chambers Stanley Chambers | Wielka Brytania |          |          |       |